# 神岡礦山前站

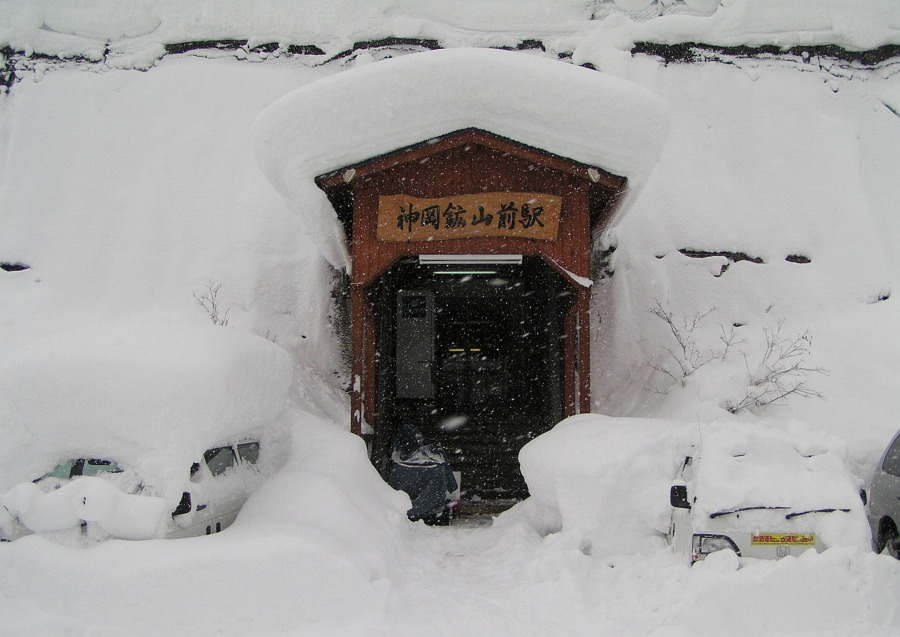
冬天的神岡礦山前站（2005年12月）

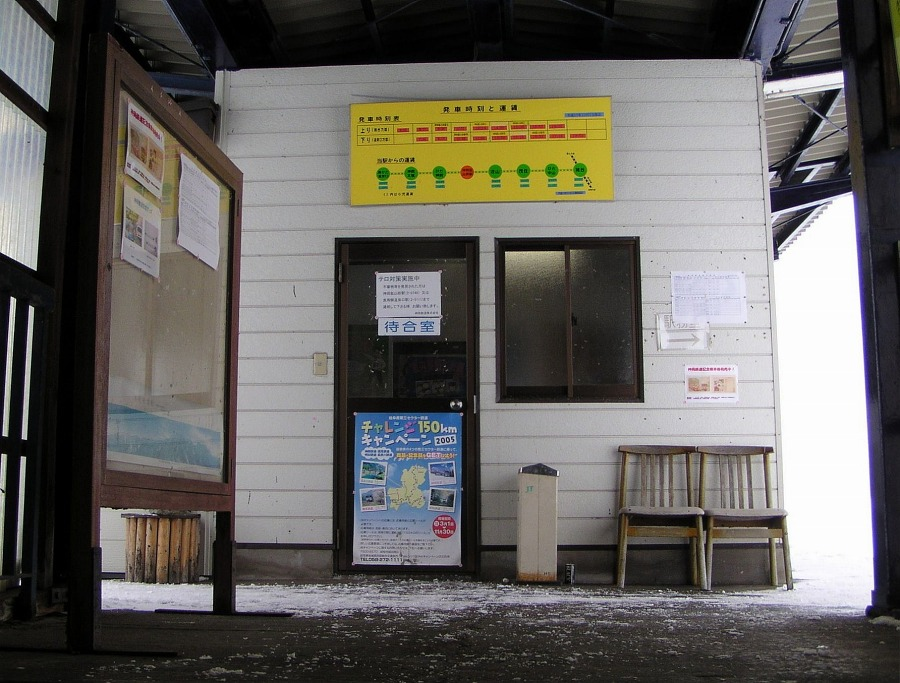
候車室（2005年12月）

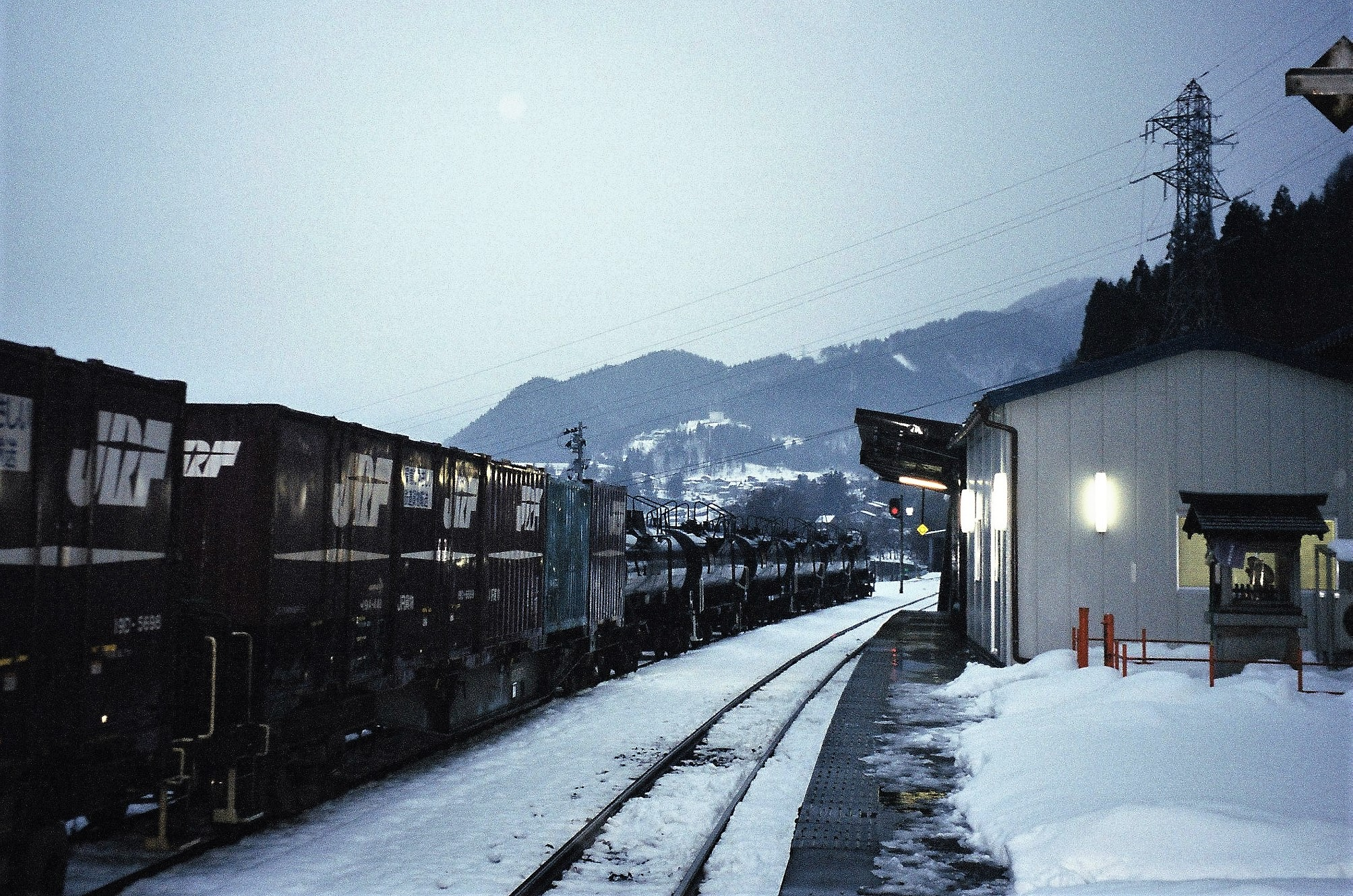
月台（2003年12月）

神岡礦山前站（日语：／ Kamioka-Kouzanmae eki */?）是位於岐阜縣飛驒市神岡町船津，神岡鐵道的神岡線車站（廢站）。
此站至奧飛驒溫泉口站之間設有區間列車行走。此站是線內唯一設有貨運列車停靠的據點站。現時，觀光專用路軌單車「路軌爬山單車」於此站折返（後述）。

## 歷史
- 1966年（昭和41年）10月6日 - 日本國有鐵道（國鐵）神岡線神岡口站啟用[1]。當時可處理旅客和貨物[1]。
- 1984年（昭和59年）10月1日 - 神岡鐵道繼承神岡線[1]。
- 1985年（昭和60年）4月20日 - 車站改名為神岡礦山前站[1]。
- 2005年（平成16年）3月31日 - 結束處理貨物。
- 2006年（平成18年）12月1日 - 車站廢除。

## 車站構造
車站是一座地面車站。通常只會使用島式月台上的單邊1線，此站可進行列車交會。站內設有留置線和車廠。通過此站的列車需要交換路牌。此站是神岡鐵道唯一設有職員當值的直營車站。
在國鐵時代，路堤前方設有鋼筋混凝土平房車站大樓。在神岡鐵道接管後，神岡鐵道總部設於此處。在2002年（平成14年），總部遷移至奧飛驒溫泉口站，車站大樓被撤走。
月台位於路堤上，月台入口設有樓梯連接行人隧道，行人隧道另一端連接車站大樓。車站事務室和候車室完全分離。此站沒有櫃臺。候車室內設有暖爐、風扇、電視機和男女分開的抽水廁所。
此站設有檢票業務。候車室內設有自動售票機，可購入普通車票。由於此站的車站事務室內設有神岡鐵道的運輸課，因此也可購買紀念車票和定期票。另外，月台上設有大黑天的木像。

## 貨運業務
此站是神岡鐵道唯一貨運車站。車站北邊，高原川右岸處設有神岡礦業（三井金屬礦業的子公司）專用線。
在工場內生產的濃硫酸會使用私家鐵路貨車運送至東北、關東、中部、關西地方。在1998年1月16日起，製品的金條和原材料會使用貨櫃運送。但是後來由於私家鐵路貨車老化而結束使用鐵路運送，濃硫酸在2004年10月15日後結束運送。貨櫃運輸先於8月尾結束運送。在神岡線廢除後，越過高原川的專用線橋樑也被撤走。

## 車站周邊
神岡線的路軌從豬谷出發，於此站起進入神岡市區。在終點奧飛驒溫泉口站前，路軌與神岡市區的道路並行。
站前的路口是國道41號和國道471號交界處。國道41號是與神岡線並行，而國道471號在越過高原川後可前往神岡礦山入口。在車站附近設有北陸電力的東町發電所和工業區。
- 濃飛巴士（日语：濃飛乗合自動車）「神岡礦山口」巴士站
- 割石溫泉（日语：割石温泉） - 車程10分鐘，設有巴士前往該處。
- 栃尾溫泉（日语：栃尾温泉） - 車程40分鐘。
- 平湯溫泉（日语：平湯温泉） - 車程1小時。
- 新穗高溫泉（日语：新穂高温泉） - 車程50分鐘。

## 現況
在2006年神岡線廢線後，此站也被廢除。現時此處是觀光用路軌單車「路軌爬山單車 （页面存档备份，存于）（日語）」的折返地點（起終點是舊・奧飛驒溫泉口站）。由於站內範圍較廣，因此路軌單車可於此站進行轉換方向作業。
另外，在舊車廠內，還保存在柴油列車和柴油機車（柴油列車中的KM-100形KM-101於2017年4月遷移至舊・奧飛驒溫泉口站）。

## 相鄰車站
神岡鐵道
神岡線
漆山－神岡礦山前－飛驒神岡

## 注腳
1. 1 2 3 4 5  石野哲（編）. . JTB. 1998: 172-173. ISBN 978-4-533-02980-6 （日语）.